# Дарсинополис

Дарсинополис на карте штата.

Дарсинополис (порт. Darcinópolis) — муниципалитет в Бразилии, входит в штат Токантинс. Составная часть мезорегиона Западный Токантинс. Входит в экономико-статистический микрорегион Бику-ду-Папагаю. Население составляет  5 273 человека на 2010 год. Занимает площадь 1 639,162 км². Плотность населения — 3,22 чел./км².

## История
Город основан в 1993 году.

## Демография
Согласно сведениям, собранным в ходе переписи 2010 г. Национальным институтом географии и статистики (IBGE), население муниципалитета составляет:
| Полное население                               | Полное население                               | Полное население                               | Полное население                               | 5 273 |
| ---------------------------------------------- | ---------------------------------------------- | ---------------------------------------------- | ---------------------------------------------- | ----- |
| в том числе:                                   | Городское население                            | 3 489                                          | Процент городского населения, %                | 66,17 |
|                                                | Сельское население                             | 1 784                                          | Процент сельского населения, %                 | 33,83 |
|                                                | Мужское население                              | 2 775                                          | Процент мужского населения, %                  | 52,63 |
|                                                | Женское население                              | 2 498                                          | Процент женского населения, %                  | 47,37 |
| Плотность населения, чел/км²                   | Плотность населения, чел/км²                   | Плотность населения, чел/км²                   | Плотность населения, чел/км²                   | 3,22  |
| Население муниципалитета в % к населению штата | Население муниципалитета в % к населению штата | Население муниципалитета в % к населению штата | Население муниципалитета в % к населению штата | 0,38  |

По данным оценки 2016 года население муниципалитета составляет 5 833 жителя.

## Статистика
- Валовой внутренний продукт на 2003 составляет 8.221.643,00 реалов (данные: Бразильский институт географии и статистики).
- Валовой внутренний продукт на душу населения на 2003 составляет 1.762,03 реалов (данные: Бразильский институт географии и статистики).
- Индекс развития человеческого потенциала на 2000 составляет 0,621 (данные: Программа развития ООН).

## Важнейшие населенные пункты
| № | Населённый пункт | Населённый пункт (порт.) | Категория | Население чел. (2010) | На карте                       |
| - | ---------------- | ------------------------ | --------- | --------------------- | ------------------------------ |
| 1 | Дарсинополис     | Darcinópolis             | город     | 3 489                 | 6°42′28″ ю. ш. 47°45′06″ з. д. |
| 2 | Амигус-да-Терра  | Amigos da Terra          | поселок   | 443                   | 6°40′14″ ю. ш. 47°52′05″ з. д. |